# 大和市立大野原小学校
大和市立大野原小学校（やまとしりつ おおのはらしょうがっこう）は、神奈川県大和市上草柳7丁目にある公立小学校。
2019年に新校舎が完成した。

## 沿革
- 1976年（昭和51年）
  - 4月1日 - 創立。
  - 4月2日 - 開校式挙行（児童数851名・職員数30名）。
  - 5月24日 - 開校祝賀式挙行。この日を開校記念日と定めた。
- 1977年（昭和52年）
  - 1月12日 - 校章制定。
  - 3月3日 - 校歌制定し、発表会開催。
- 1978年（昭和53年）
  - 2月25日 - 体育館完成。
  - 7月3日 - プール完成。
- 1985年（昭和60年）9月29日 - 創立10周年記念事業（正面玄関校章取り替え・全校児童作文集）。
- 1988年（昭和63年）
  - 10月8日 - 特色ある学校づくりの一環として視聴覚室設置。
  - 11月10日 - 校舎外壁塗装工事完了。
- 1989年（平成元年）
  - 2月23日 - 屋上プレイロット完了。
  - 3月4日 - 外トイレ水洗化工事完了。
- 1993年（平成5年）4月1日 - 障害児学級「あすなろ」設置。
- 1996年（平成8年）3月1日 - 創立20周年記念事業（記念誌発行、優勝杯・サッカーゴール寄贈）。
- 1998年（平成10年）3月31日 - ジャングルジム設置。
- 2001年（平成13年）3月16日 - 学校ビオトープ・トンボ池完成。
- 2002年（平成14年）3月31日 - 空調湿度保持除湿工事完了。校内LAN設置。
- 2005年（平成17年）
  - 3月31日 - プール改修工事完了。
  - 6月1日 - 創立30周年記念事業として、航空写真撮影。
  - 11月19日 - 創立30周年記念事業として、記念集会開催。
- 2006年（平成18年）
  - 3月11日 - 敷地内にプレハブ新設し、児童ホーム設置。
  - 4月1日 - 二学期制開始。
- 2008年（平成20年）3月31日 - 図書室・図工室（敷地内にプレハブ新設）工事完了。北門設置。
- 2009年（平成21年）4月1日 - 国際教室設置。
- 2010年（平成22年）3月1日 - 大型プラズマテレビ設置。
- 2011年（平成23年）1月10日 - 電子黒板設置。
- 2012年（平成24年）8月11日 - 生活科用砂場設置。
- 2015年（平成27年）
  - 4月1日 - 三学期制に復す。
  - 5月13日 - 創立40周年記念事業として、航空写真撮影。
- 2019年（平成31年・令和元年）
  - 4月 - 校舎改修工事開始。
  - 12月末 - 改修工事が完了し、プレハブ校舎から引っ越し。
- 2020年（令和2年）1月（第3学期） - 新しくなった校舎での授業開始。

### この節の出典
- 学校沿革（学校ホームページ内）（2015年の記載分まで）

## 通学区域
出典
特記無き地域は全域
- 大字上草柳（215～218番、378～439番、573番、574番2号、575～578番、579番2号、580番2号、581～585番、866～877番、938～939番、978番2号、980～984番、991～992番、997～1000番、1002番、1021番、1027～1028番、1035～1053番、1056番1号～1065番、1067～1072番、1074～1077番、1082～1657番、1809～1842番、1843～1865番、1887番（2号、3号のみ）、1888番、1889番、1890～1931番）
- 上草柳5丁目
- 上草柳6丁目
- 上草柳7丁目
- 上草柳8丁目
- 上草柳9丁目
- 大字下鶴間（2777番5号の「コンフォール鶴間」、3050番、3140～3147番、3436～3440番、3442～3447番、3451～3460番、3466番、3474～3475番、3481～3517番）
- 鶴間1丁目（27番12号の「L・ヴィアーレシティ」のみ）
- 西鶴間3丁目
- 西鶴間4丁目
- 西鶴間5丁目
  - これは、小田急線西側・泉の森東側・旧246号線南側・東名高速北側の区域となる。

## 進学先
- 大和市立大和中学校

## 学校周辺
- 学校法人実生学園つるま幼稚園 - 進級前幼稚園のひとつ
- 小田急江ノ島線
  - 線路は校地のすぐそばを通るが、鶴間駅はやや離れている。
- 大和市立大和中学校
- 国道246号厚木大和バイパス
- 東名高速道路
  - 東名大和バス停

## アクセス
- 神奈川中央交通「間12」系統で、「笹山入口」バス停から、徒歩約290m・約5分。
- 小田急江ノ島線鶴間駅より、
  - 東口から、徒歩約880m・約14分。　
  - 上述の神奈中バス「間12」系統に乗車し、「笹山入口」バス停下車後、徒歩。
- 東名大和バス停より、
  - 上り線（東京都内方面）のりばから、徒歩約735m・約11分。
  - 下り線（箱根・静岡駅・名古屋駅方面）のりばから、徒歩約810m・約13分。